# Paul L. Strack
Paul Richard Leberecht Strack (Gießen, 2 novembre 1904 – Lipokva, 3 agosto 1941) è stato un numismatico e storico tedesco, specializzato in storia dell'antichità.
Strack era figlio di Max L. Strack, uno storico dell'antichità di Kiel caduto durante la prima guerra mondiale. Studiò storia dal 1923 al 1928 a Friburgo, Berlino, Kiel e Halle, dove si laureo nel 1928 con Wilhelm Weber con la tesi „Untersuchungen zur Römischen Reichsprägung des 2. Jahrhunderts. Teil 1: Die Reichsprägung zur Zeit des Traian“ (Ricerche sulla monetazione imperiale romana del II secolo.  Parte I: la monetazione imperiale al tempo di Traiano); nel 1931 ottenne l'abilitazione con  „Untersuchungen zur Römischen Reichsprägung des 2. Jahrhunderts. Teil 2: Die Reichsprägung zur Zeit des Hadrian“ (Ricerche sulla monetazione imperiale romana del II secolo.  Parte II: la monetazione imperiale al tempo di Adriano). Dal semestre invernale del 1934/35 ha ricoperto il ruolo di professore di storia antica alla università di Kiel, dal 1935 al 1938 come professore associato e poi come ordinario. Dal 1939 fu richiamato per la guerra. Nel 1941 accettò una chiamata alla Reichsuniversität Straßburg, ma il suo arrivo fu impedito dalla sua morte.

## Pubblicazioni
- Untersuchungen zur römischen Reichsprägung des zweiten Jahrhunderts. parte 1: Traiano, parte 2: Adriano, parte 3: Antonino Pio, Stoccarda, 1931-1937